# Hàm cá mập
Hàm cá mập (tựa tiếng Anh: Jaws) là một bộ phim kinh dị Mỹ của đạo diễn lừng danh Steven Spielberg sản xuất vào năm 1975, khi ông 29 tuổi; đây cũng là bộ phim đánh dấu tên tuổi của Steven Spielberg, khiến ông trở thành một đạo diễn thiên tài. Phim được làm dựa theo quyển sách bán chạy của nhà văn Peter Benchley. Nội dung kể về cuộc tấn công người của một giống cá mập trắng khổng lồ ở bãi biển New England (Mỹ).
"Diễn viên chính" của phim là một con cá mập khổng lồ bằng mô hình. Mãi đến lúc quay, người ta mới thả xuống biển và chú lập tức chìm ngay xuống đáy, báo hại một toán thợ lặn phải xuống vớt chú lên. Tên của nhân vật Quint, người đi biển kinh nghiệm trong phim, theo tiếng Latin có nghĩa là "năm". Đó cũng là người thứ năm bị cá mập giết.
Được xem là một trong những bộ phim hay nhất từng được thực hiện, Hàm cá mập là bộ phim khai sinh ra khái niệm bom tấn mùa hè, với việc phát hành được coi là một bước ngoặt trong lịch sử điện ảnh, và nó đã giành được một số giải thưởng cho âm nhạc và biên tập. Nó trở thành bộ phim có doanh thu cao nhất mọi thời đại cho đến khi Star Wars được phát hành vào năm 1977. Cả hai bộ phim đều là mấu chốt trong việc thành lập mô hình kinh doanh hiện đại của Hollywood, xoay quanh lợi nhuận phòng vé cao từ những bộ phim hành động và phiêu lưu với việc phát hành vào mùa hè tại hàng ngàn rạp chiếu và được quảng bá rầm rộ. Hàm cá mập có ba phần tiếp theo, tất cả đều không có Spielberg hay Benchley tham gia hoặc đạo diễn, và đã nhiều bộ phim kinh dị ăn theo nhưng hiếm khi nào nổi bật do cái bóng quá lớn của Hàm cá mập. Năm 2001, nó đã được Thư viện Quốc hội chọn để bảo quản trong Viện lưu trữ phim quốc gia, được xem là "có ý nghĩa về mặt văn hóa, lịch sử hoặc thẩm mỹ".

## Nội dung
Một con cá mập trắng lớn xuất hiện ngoài biển và tấn công người bơi lội. Cảnh sát trưởng Martin Brody bảo Thị trưởng Larry Vaughn hãy đóng cửa các bãi tắm để giữ an toàn cho mọi người, nhưng Vaughn từ chối vì sợ thị trấn mất đi nguồn thu nhập.
Khi các ngư dân bắt được một con cá mập báo, Vaughn cho rằng bãi biển đã an toàn. Nhà hải dương học Matt Hooper đến thị trấn để điều tra vụ cá mập tấn công, anh khẳng định con cá mập giết người là loại to lớn hơn nhiều. Cả Brody và Hooper đều cảnh báo Vaughn. Quint, một thợ săn cá mập chuyên nghiệp, ra giá 10.000 đôla nếu muốn thuê ông đi giết con cá mập.
Đến ngày lễ 4 tháng 7, du khách xuống tắm biển rất nhiều. Con cá mập tấn công một lần nữa và giết chết một người nữa. Brody thuyết phục Vaughn hãy thuê Quint đi giết con cá mập.
Brody, Hooper và Quint cùng lên chiếc tàu Orca ra khơi tìm con cá mập. Hooper chui vào cái lồng sắt và được đưa xuống biển. Anh định tiêm thuốc độc vào con cá mập, nhưng chưa kịp làm gì thì cái lồng của anh bị con cá mập tấn công. Hooper bơi ra và nấp vào mấy tảng đá.
Con cá mập quay lại con tàu rồi cố gắng nhấn chìm con tàu. Con tàu từ từ chìm xuống, Quint bị con cá mập giết chết. Brody ném một bình gas vào miệng con cá mập, và dùng súng trường bắn vào bình gas khiến con cá mập nổ tung. Brody và Hooper sau đó ôm những mảnh gỗ rồi bơi vào bờ.

## Phân vai
- Roy Scheider vai Martin Brody
- Robert Shaw vai Quint
- Richard Dreyfuss vai Matt Hooper
- Lorraine Gary vai Ellen Brody

Logo của phim.

- Murray Hamilton vai Thị trưởng Larry Vaughn
- Carl Gottlieb vai Harry Meadows
- Jeffrey Kramer vai Leonard "Lenny" Hendricks
- Susan Backlinie vai Christine "Chrissie" Watkins
- Jonathan Filley vai Tom Cassidy
- Ted Grossman vai Nạn nhân
- Chris Rebello vai Michael Brody
- Jay Mello vai Sean Brody
- Lee Fierro vai Bà Kintner
- Jeffrey Voorhees vai Alex M. Kintner
- Craig Kingsbury vai Ben Gardner
- Robert Nevin vai Người kiểm tra y tế
- Peter Benchley vai Người phỏng vấn

## Đón xem những phần sau của phim
Sau thành công vang dội của phần 1, hàng loạt phim về cá mập đã được ra mắt trên màn ảnh nhỏ, trong đó có 3 bộ phim là phần sau của Hàm cá mập:
- Jaws 2 - Hàm cá mập 2
- Jaws 3D - Hàm cá mập 3
- Jaws the Revenge - Hàm cá mập 4: Sự trả thù